# Mark Ryan (skådespelare)
Mark Ryan, född 7 juni 1956 i Doncaster, Yorkshire, England, är en brittisk skådespelare, sångare och stuntman. Ryan är i Sverige främst känd för rollen som Nasir i TV-serien Robin av Sherwood (1984-1986).
Ryans mor är Ingrid Goude, som utsågs till Fröken Sverige 1956.

## Filmografi (urval)

### Roller
- 2014 – Transformers: Age of Extinction
- 2007 – Transformers
- 2006 – Prestige
- 2000 – Charlies änglar
- 1996 – Evita
- 1995 – Den förste riddaren
- 1984 – Robin av Sherwood

### Fäktningsexpert/-stunts
- 2004 – King Arthur
- 1995 – Den förste riddaren